# 美人蕉
美人蕉是美人蕉科美人蕉属的植物。原產於西印度群島，墨西哥和美國東南部（佛羅里達州，得克薩斯州，路易斯安那州和南卡羅來納州）。地下根莖富含澱粉，可食。幾千年來一直是美洲原住民種植的一種小型糧食作物。它也在撒哈拉以南非洲的大部分地區及東南亞和大洋洲歸化。分布于印度以及中国大陆的南部和西南部等地，生长于海拔800米的地区，目前已由人工引种栽培，作為傳統旱藕的替代品，製作粉絲。種名indica意為印度的。日本亦有種植，引進的時期是江戶時代初期，在1664年寫成的《花壇綱目》中有相關資料記載。隨著混合品種的普及，在日本原種這種植物的栽培變得較少，目前在日本西南諸島已經有野生化的野生株。在沖繩方言中，它被稱為「マーランバショウ」(Māran Basho)

## 异名
- Canna indica L. var. flava Roxb.
- 「蓮蕉」、「曇華」[註 1][3]、蕉芋，薑芋，芭蕉芋，旱藕，蕉藕（吳語）[註 2]等稱呼。

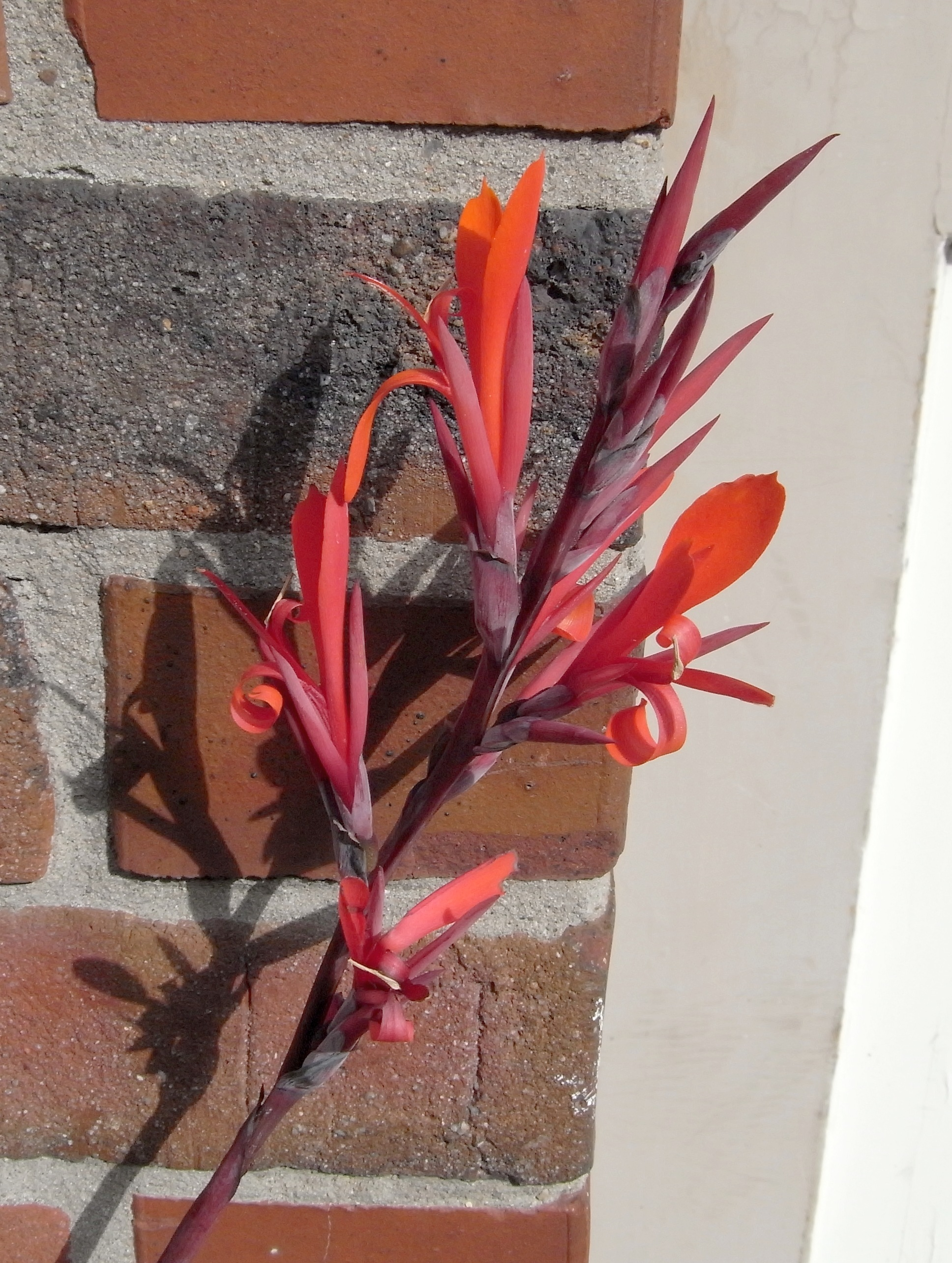
美人蕉花束 （Canna indica L. var. flava Roxb.）
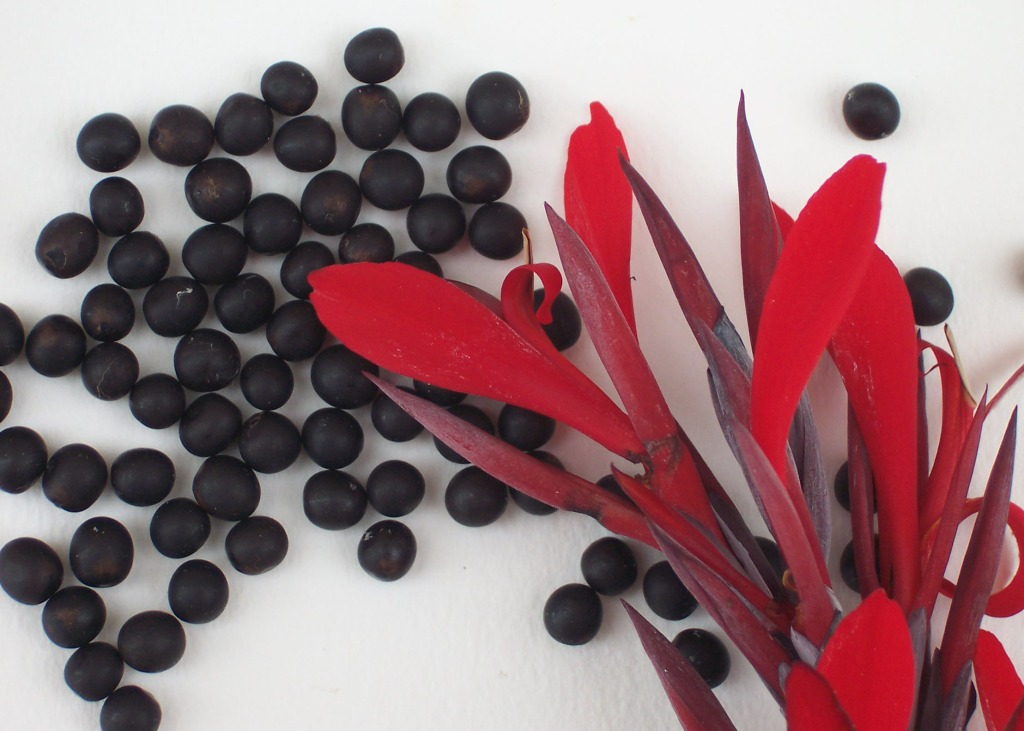
種子
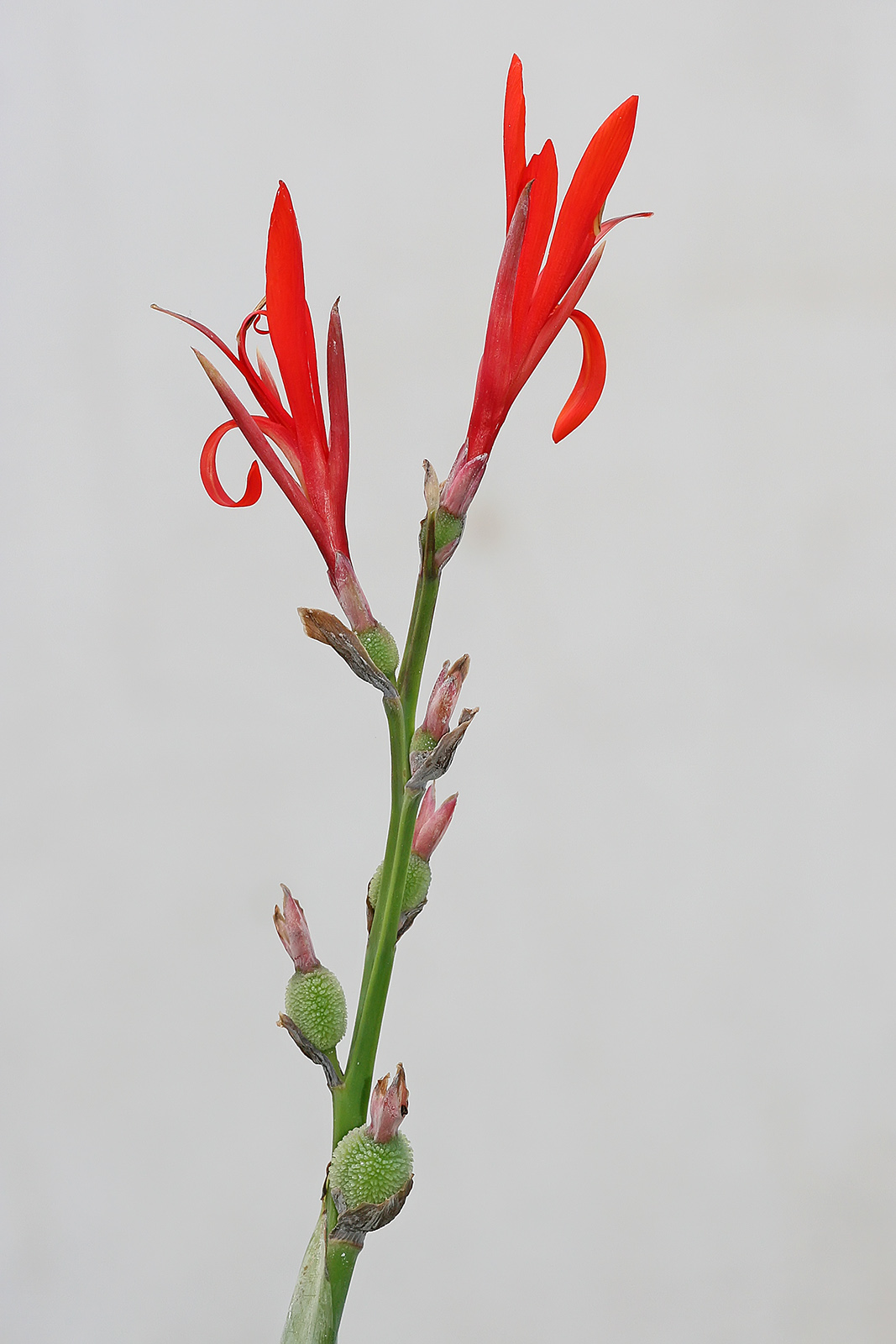
美人蕉開花結果
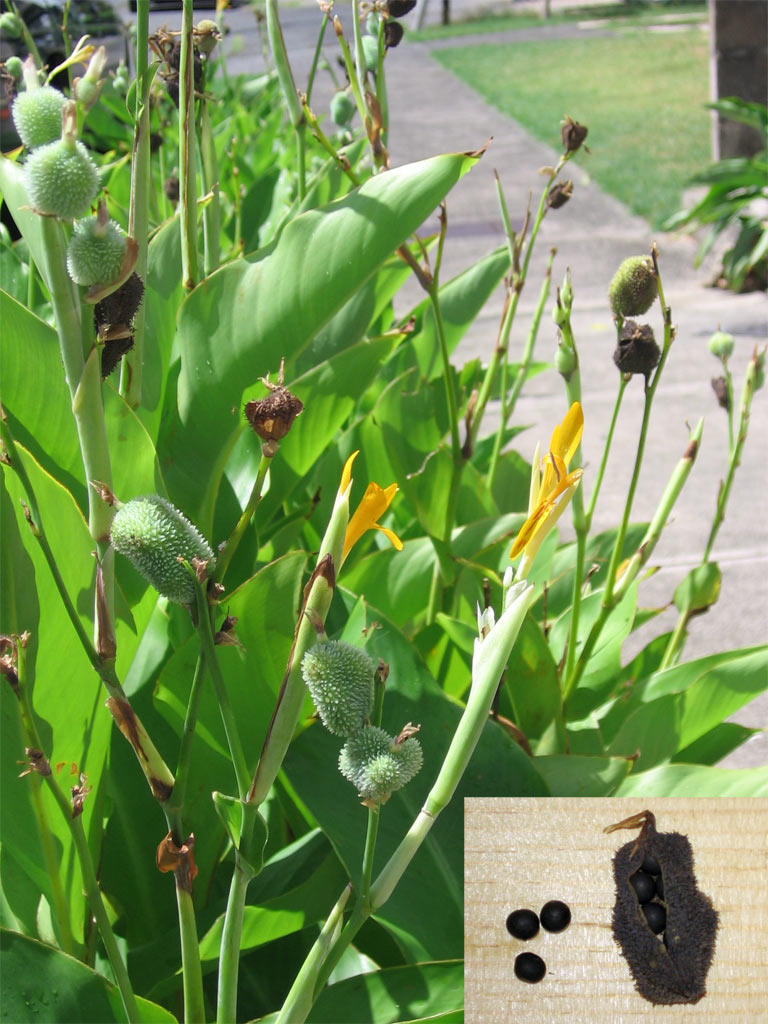
即將成熟的美人蕉種子

## 栽培
不苛求土壤，管理堪稱容易，只要陽光充足，水分不缺，就可以長得又好又棒。除了觀賞之外，它的花具有止血之效，同時也是利尿及發汗藥。
- 分株法

只要選取健康的植株，掘起旁生的根莖，剪除連帶挖起的葉片，就可隨時栽植了。
- 播種法

較少用，只有在育種時用之。

## 延伸阅读
[在维基数据编辑]
 《植物名實圖考·美人蕉》，出自吳其濬《植物名實圖考》

## 外部連結
- 美人蕉, Meirenjiao （页面存档备份，存于） 藥用植物圖像數據庫 (香港浸會大學中醫藥學院) （繁體中文）（英文）